# Xipamida
La xipamida es un fármaco diurético de la familia de las sulfamidas comercializado por Eli Lilly con el nombre comercial  Aquaphor (en Alemania) y Aquaphoril (en Austria). Es usado para el tratamiento del edema y la hipertensión.

## Mecanismos de acción
Al igual que la estructuralmente relacionada  tiazida, la xipamida actúa sobre los riñones reduciendo la reabsorción de sodio en el túbulo contorneado distal. Esto incrementa la osmolaridad luminal, causando una menor reabsorción de agua en los conductos colectores. Esto conduce al incremento del volumen urinario. Al contrario que las tiazidas, la xipamida llega a su destino vía sanguínea desde el tejido peritubular.
Además, incrementa la secreción de potasio en el tubo distal y en los conductos colectores. En altas dosis también inhibe la encima anhidrasa carbónica lo que provoca la secreción de bicarbonato y alcaliniza la orina.
A diferencia de las tiazidas, solo la insuficiencia renal hace inefectiva la xipamida.

## Usos
La xipamida es utilizada para:
- Edema cardíaco causado por insuficiencia cardíaca aguda descompensada.
- Edema renal, enfermedad renal crónica (pero no con anuria).
- Edema hepático causado por cirrosis.
- Ascitis.
- Linfedema.
- Hipertensión combinada con enfermedad renal crónica.

## Farmacocinética
Tras la administración oral, 20 mg de xipamida es reabsorbido rápidamente y llega a un pico de concentración en plasma de 3 mg/l en una hora. El efecto diurético comienza alrededor de una hora tras la administración y llega a su pico entre la tercera y la sexta hora y cesa tras aproximadamente 24 horas.
Un tercio de la dosis es glucoronizado, el resto es excretado directamente por los riñones (1/3) y los excrementos (2/3). El total aclaramiento plasmático es de 30-40 ml/min. La xipamida puede ser filtrada por hemodiálisis pero no por diálisis peritoneal.

## Dosis
Inicialmente 40 mg, puede reducirse a 10-20 mg para prevenir una recaída.
La dosis efectiva más baja es de 5 mg. Más de 60 mg no tiene efectos adicionales.

## Efectos adversos
- Más de 1/10 de todos los pacientes[1]
  - Hipopotasemia, que puede provocar náuseas, debilidad muscular o calambres y anomalías en el ECG.
- 1/100 a 1/10
  - Hiponatremia, que puede provocar dolor de cabeza, náuseas, somnolencia o confusión.
  - Hipotensión ortostática
  - Aumento inicial de  urea, ácido úrico y creatinina, que puede provocar gota en pacientes con predisposición.
- 1/1000 a 1/10,000
  - Reacción alérgica cutánea.
  - Hiperlipidosis
- Menos de 1/10,000
  - Hemorragia pancreatitis.
  - Nefritis intersticial aguda.
  - Trombocitopenia, leucopenia

## Contraindicaciones
- Anuria
- Precoma y encefalopatía hepática
- Hipovolemia, hiponatremia, hipopotasemia.
- Hipercalcemia
- Gota
- Hipersensibilidad a la sulfamida.
- Embarazo, periodo de lactancia.[1][2]

## Interacciones

### Combinaciones no recomendadas
- La xipamida disminuye el aclaramiento renal de litio, que puede conducir a la intoxicación por litio.[1] Esta interacción se clasifica como moderada.[3])

### Combinaciones que requieren precauciones especiales
La información del producto  ruega especial precaución con las siguientes combinaciones:
- El efecto antihipertensivo puede incrementarse por inividores de la enzima convertidora de angiotensina, barbitúricos, fenotiazinas, antidepresivos tricíclicos, alcohol, etc. (Clasificadas como leves.[3])

- AINEs pueden reducir los efectos antihipertensivo y diurético. La xipamida aumenta la neurotoxicidad de altas dosis de salicilatos. (Clasificadas como leves.[3])

- Aumenta la toxicidad del glucósido cardíaco debido a la hipopotasemia y la hipomagnesemia.(Clasificadas como leves.[3])

- Agentes antiarrítmicos (clases Ia y III), fenotiazinas y otros antipsicóticos aumentan el riesgo de  torsades de pointes debido a la hipopotasemia.

### Interacciones no incluidas en la información del producto
- La xipamida puede reducir el efecto de antidiabéticos. (Clasificadas como leve.[3])

## Uso prohibido en el deporte
El 17 de julio de 2012, el ciclista Fränk Schleck fue expulsado del Tour de Francia por su equipo RadioShack-Nissan tras encontrar trazas de xipamida en el análisis de orina realizado el 14 de julio de 2012.